# Trigonophorus gracilipes
Trigonophorus gracilipes är en skalbaggsart som beskrevs av John Obadiah Westwood 1845. Trigonophorus gracilipes ingår i släktet Trigonophorus och familjen Cetoniidae. Inga underarter finns listade i Catalogue of Life.